# 江戸忍法帖
『江戸忍法帖』（えどにんぽうちょう）は、山田風太郎の時代小説。1960年に発表された忍法帖シリーズの一作。シリーズ第2長編。
甲賀七忍と争う葵悠太郎、角兵衛獅子の姉弟を主人公にした物語。主人公対複数の忍者という構図の最初の作品である。

## あらすじ
将軍家御用人柳沢吉保は、五代将軍徳川綱吉の世継を己が掌握しようとしていたが、先代将軍家綱の御落胤の存在を知る。名は葵悠太郎、凄腕の剣士である。
吉保は、配下の甲賀忍者に悠太郎の暗殺を命じる。かつての伊賀服部半蔵の子孫は途絶え、分家の甲賀服部玄斎が忍者の頭領となっていた。玄斎は、悠太郎を討ち果たした者に孫娘と首領の地位を与えると宣言する。
角兵衛獅子芸人のお縫はこの争いに巻き込まれ、弟・丹吉を殺されてしまう。悠太郎も家臣を殺され、お縫と共に復讐の戦いを決意する。

## 登場する忍法
忍法肉鎧
肉体の皮膚を鋼鉄の硬さにする。
忍法流れ星
壁に足の裏を貼り付けたり宙に浮いたりし、横からの剣さばきで相手を斬る。
忍法むささび落とし
上空から落下して襲撃する。
忍法幻五郎憑き
単眼のひとにらみで相手に催眠術をかけ、自分の分身のように操る。
忍法かげろう乱し
多数の薄絹を何枚もひるがえらせ、自分の姿を隠す。
忍法霧閉ざし
松の葉を食べて霧となし、離れた相手に吹き付ける。
忍法うつせみ
形を残したまま自分の皮膚を脱ぎ、いつの間にか居なくなる。

## 目録
1.  甲賀七忍
2.  陽炎乱し
3.  雪の血文字
4.  幻五郎憑き
5.  空蟬
6.  泣け泣け子獅子
7.  首の花
8.  鮎姫様
9.  美しき囮
10. 甲賀忍者町
11. 敵中の薔薇
12. 鎧をぬぐ忍者
13. 変身
14. 女怪
15. 死闘の蓮華寺
16. おんな獅子
17. 一眼つぶれ一眼ひらく
18. 虚によって影をうつ
19. 三日のち葵の花散るべし
20. 老竜出府
21. 虎口と狼牙
22. 二人刑部
23. いのちの渦
24. 死ぬな鮎姫
25. 武蔵野幻談
26. 帰去来

## 書誌情報
- 江戸忍法帖（講談社、1960年）

## 映画
『江戸忍法帖 七つの影』と題し、1963年5月19日に東映系で公開。85分。モノクロ作品。シネマスコープ。
『中仙道のつむじ風』の鈴木兵吾と『夜霧の上州路』の高田宏治が共同で脚色を担当し、『地獄の影法師』の倉田準二が監督を務めた。
主人公は葵ではなく足柄悠太郎と名乗っている。また、服部玄斎の跡継ぎは孫娘でなく服部小源太である。

### キャスト
足柄悠太郎：里見浩太朗
服部小源太：松方弘樹
お縫：新井茂子
鮎姫：北条きく子
甲府宰相綱豊：原田甲子郎
柳沢出羽守吉保：柳永二郎
ほか

### スタッフ
原作：山田風太郎
脚本：鈴木兵吾、高田宏治
音楽：鏑木創
監督：倉田準二

## テレビドラマ
『山田風太郎忍法シリーズ 江戸忍法帖』と題して放送。
同作品は、まず1964年10月4日（日曜） 21:30 - 22:00 （日本標準時）に毎日放送で放送されたが、同年度における放送はそれきりとなっている。それから1年半後の1966年4月3日から再び同局で放送され、同年7月3日に最終回が放送された。同年度における放送時間は毎週日曜 15:00 - 15:30 （日本標準時）。
関東地区では、1967年7月9日から同年11月15日まで東京12チャンネル（現・テレビ東京）で以下の時間帯に放送されていた。
- 日曜 22:30 - 23:00 （1967年7月9日 - 7月30日）
- 月曜 19:00 - 19:30 （1967年8月14日 - 9月25日） - この期間中、過去の内容の再放送も実施。
- 水曜 19:00 - 19:30 （1967年10月4日 - 10月25日）
- 水曜 19:30 - 20:00 （1967年11月1日 - 11月15日）

### キャスト
- 葵悠太郎：山城新伍
- お縫：花園ひろみ
- 丹吉：松原マモル
- 鮎姫：島景子
- 志乃：嵯峨京子
- 服部幻斎：村井京之輔
- 水戸黄門：佐々木孝丸
- 柳沢出羽守：小林重四郎
- 織部玄左衛門：高松錦之助
- 伴兵馬：立花伸介
- 里見隼人：相原昇
- 水戸黄門の小姓：林昌江
- おさめ：朝倉晴子
- 佐々木助三郎：末広恵二郎
- 渥美格之丞[注釈 4]：中原伸
- 駕籠屋兵六：キドシン
- 駕籠屋銀十：東とんぼ
- 甲賀屋敷の下女：大浦和子
- 老臣：小宮山鉄朗
- 隠密：宇佐美裕司
- 牢役人：月岡賢二
- 甲賀七忍
  - 八剣民部：永井邦近
  - 寝覚幻五郎：大文字秀介（※第6話までのクレジットは「寝覚源五郎」になっている）
  - 天羽七兵衛：川路誠
  - 鵜殿一風軒：大木勝
  - 粂寺外記：西宮健二
  - 空蝉刑部：袖岡信雄
  - 葉月：前田通子
- 卍谷の忍者（原作には登場しない。柳沢出羽守が新たに甲賀の里から呼び寄せた忍者たち）
  - 十六夜道忍：仁礼功太郎
  - 天王寺勘助：滝左太郎
  - 不破梵天丸：宍戸大全
  - 赤厨小丹波（あかずし たんば）：門田高明
  - 勿来銀之丞：櫻井文治

- ナレーター：酒井哲

### スタッフ
- プロデューサー：佐川滉、木村五郎
- 脚本：内田弘三、志村敏夫
- 撮影：谷口政勝
- 音楽：林二郎
- 監督：志村敏夫
- 制作：国際放映、毎日放送

### サブタイトル
- 第一話「甲賀七忍」
- 第二話「忍法陽炎乱し」
- 第三話「忍法幻五郎憑き」
- 第四話「葵悠太郎参上」
- 第五話「美しき囮」
- 第六話「死斗！」
- 第七話「おんな獅子」
- 第八話「老竜出府」
- 第九話「二人刑部」
- 第十話「卍谷の忍者」
- 第十一話「お命頂戴！」
- 第十二話「鮎姫処刑」
- 第十三話「帰去来」